# 超越快樂原則
《超越快樂原則》（最初於1920年以德文出版），是西格蒙德·弗洛伊德的一本著作，象徵其理論取徑的轉捩點。在此之前，弗洛伊德斷定性本能（sexual instinct）是人類行為的一概歸因。在本書中，弗洛伊德提出「超越」此一簡單的快樂原則，以發展其死亡欲力（Todestrieb[e]，通常被稱為塔納托斯，或譯死亡本能）的理論。
本書的重要性，在於描述人類置身兩種對立欲力（本能）的處境。一則為生之欲力，表現為創造力、和諧、性關係、繁殖、自我保護。一則為死亡欲力，表現為破壞、重蹈覆轍、侵略、強迫、自我毀滅。後者即快樂原則的例外。
在書中，弗洛伊德致力尋找「快樂原則不存在」的證據。他發現，當快樂原則無法充分應付以下四種情況，就會發生例外（死亡欲力）：
1. 孩童的遊戲，弗洛伊德以自己孫子的「fort-da」遊戲為例。
2. 重複夢見戰爭創傷。
3. 經追蹤確定的，某些人的自我傷害行為模式。
4. 在精神分析中，某些不斷重複童年不愉快經驗的人。

## 延伸讀物
- "The Language of Psycho-Analysis", Jean Laplanche et J.B. Pontalis, Editeur: W. W. Norton & Company, 1974, ISBN 0-393-01105-4
- 雅克·德希達, 《明信片：從蘇格拉底到佛洛伊徳之外》（The Post Card: From Socrates to Freud and Beyond）
- 貝爾納·斯蒂格勒, Desire and Knowledge: The Dead Seize the Living （页面存档备份，存于）.

## 外部連結
- Beyond the Pleasure Principle （页面存档备份，存于） (C. J. M. Hubback, trans., 1922.)
- Jenseits des Lustprinzips - 古腾堡计划 （德文）
- Laplanche, Jean; Pontalis, Jean-Bertrand. . London: Karnac Books. 1973  [2015-02-02]. ISBN 0-946-43949-4; ISBN 978-09-4643-949-2. （原始内容存档于2015-02-02）.
  - "Thanatos": p. 447 （页面存档备份，存于）;
  - "Nirvana Principle": pp. 272-3:
  - "Compulsion to Repeat" ("Repetition compulsion"): pp. 78-80 （页面存档备份，存于）.